# ジョン・F・レイノルズ
ジョン・フルトン・レイノルズ（英: John Fulton Reynolds、1820年9月20日-1863年7月1日）は、アメリカ陸軍の職業軍人であり、南北戦争のときは北軍の将軍だった。北軍で最も尊敬された上級指揮官の1人として、比較的限られた戦闘の経験しか無かったにも拘わらず、ゲティスバーグの戦いまでのポトマック軍で重要な役割を果たしていたが、ゲティスバーグの戦闘開始直後に戦死した。

## 初期の経歴
レイノルズはペンシルベニア州ランカスターで、ジョン・レイノルズ（1787年-1853年）とリディア・ムーア・レイノルズ（1794年-1843年）夫妻の成長した9人の子供のうちの1人として生まれた。兄弟にはペンシルベニア州主計総監のジェイムズ・レフィーヴァー・レイノルズと海軍少将のウィリアム・レイノルズがいた。レイノルズは軍事的訓練を受ける前に、ランカスターの家から約6マイル (10 km) 離れたリティッツでまず教育を受けた。次にメリーランド州ロンググリーンの学校、さらにランカスター郡アカデミーへと進学した。
レイノルズは家族の友人だった合衆国上院議員ジェームズ・ブキャナンによって1837年に陸軍士官学校入学を指名され、1841年に同期50人中26番目の成績で卒業した。第3アメリカ砲兵連隊の名誉少尉に任官され、マクヘンリー砦に配属された。1842年から1845年、フロリダ州セントオーガスティン、続いてサウスカロライナ州ムールトリー砦と動き、その後に米墨戦争のためにテキサス州コーパスクリスティでザカリー・テイラー将軍の軍隊に合流した。メキシコではモンテレーの戦いでの勇敢さで大尉に、ブエナ・ビスタの戦いで少佐にと2回の名誉昇進を果たした。ブエナ・ビスタでは、その砲兵隊が左翼側面を衝こうとしていたメキシコ軍騎兵隊を押しとどめた。この戦争中に僚友のウィンフィールド・スコット・ハンコックやルイス・アーミステッドと親しくなった。
メキシコから戻ったレイノルズはメイン州プレブル砦、ルイジアナ州ニューオーリンズおよびニューヨーク州ラファイエット砦と勤務地が動いた。1855年には西部のオレゴン州オーフォード砦に駐屯し、1856年のローグ川戦争や1857年から1858年に掛けてモルモン教徒とのユタ戦争に参戦した。1860年9月から1861年6月は、ウェストポイント（陸軍士官学校）の校長となり、砲兵、騎兵および歩兵の戦術教官も務めた。西部から戻ってくる旅の間に、キャサリン・"ケイト"・メイ・ヒューイットと出会い、婚約した。レイノルズはプロテスタント、ケイトはカトリック教徒と宗教が違ったために、この婚約は秘密にしておかれ、ケイトの両親はレイノルズが死ぬまで知ることは無かった。

## 南北戦争

### 初期の役割と七日間の戦い
南北戦争が始まって間もなく、レイノルズはウィンフィールド・スコット中将の副官として地位を与えられたがこれを辞退した。第14アメリカ歩兵連隊の中佐に指名されたが、この部隊と共に行動する前に1861年8月20日に准将に昇進され、ワシントンD.C.への出頭を命じられた。その移動中に命令はノースカロライナ州ハッテラス入江岬に行くように変えられた。ジョージ・マクレラン少将が陸軍長官に干渉して再度その命令を変えさせ、新しく編成されたポトマック軍に加わることとされた。レイノルズの最初の任務は志願士官の資格を審査する委員会だったが、間もなくペンシルベニア予備役旅団指揮を任された。
1862年の半島方面作戦でマクレランの軍隊がバージニア半島を北上したとき、レイノルズはフレデリックスバーグを占領し、その軍政府長官になった。レイノルズの旅団は七日間の戦いが始まる直前にメカニクスビルで第5軍団に加わるよう命令を受けた。この旅団は6月26日のビーバーダム・クリークの戦いで南軍の激しい攻撃を受けたが、その防御線が持ち堪え、レイノルズは後にその師団長であるジョージ・A・マッコール准将から称賛の手紙を受けた。
南軍の攻撃は6月27日も続き、ゲインズミルの戦いで疲れ切り2日間も寝ていなかったレイノルズはボースンの湿地で捕まった。レイノルズは比較的安全な場所にいると思いこんで眠ってしまい、彼を残して自隊が引き上げてしまったことに気付かなかった。レイノルズは捕まえられた南軍部隊の将軍、D・H・ヒルの前に連れて行かれたときに当惑した。ヒルは戦前から陸軍での友人であり同僚だった。ヒルは「レイノルズ、捕まえられたことをそんなに悪く考えることはない。それが戦争の運命だ」と言ったと伝えられている。
レイノルズはリッチモンドに移送され、リビー監獄に収監されたが、間もない8月15日に南軍ロイド・ティルマンとの捕虜交換で釈放された。

### 第二次ブルラン、フレデリックスバーグおよびチャンセラーズヴィル
レイノルズは北軍に帰還すると、ペンシルベニア予備師団の指揮官を任された。この師団長マッコールはレイノルズの2日後に捕まえられていた。第5軍団はバージニア州マナサスでジョン・ポープのバージニア軍に合流した。第二次ブルランの戦いの2日目、北軍の大半が撤退しているときに、前年の第一次ブルランの戦いで北軍が総崩れした場所であるヘンリーハウスヒルで、レイノルズは自隊を率いて土壇場の抵抗を行った。レイノルズは第2予備連隊の連隊旗を振りながら、「さあ諸君、やつらに鋼の銃剣突撃をくれてやろう、大急ぎだ！」と叫んだ。レイノルズ隊の反撃で南軍の前進を止め、北軍はより秩序だったやり方で撤退する余裕ができ、その徹底的な破壊を免れた大きな要因になったとされている。
レイノルズは、ペンシルベニア州知事アンドリュー・G・カーティンからの要請で、南軍ロバート・E・リーのメリーランド方面作戦の間、ペンシルベニア州民兵隊の指揮を執った。マクレランおよびジョセフ・フッカー各将軍は、「怯えた知事は全師団の有効性を破壊するようなことを認められるべきでない」とこぼしたが、知事の方が説得し、レイノルズは2週間を使ってペンシルベニア州の老人や少年の訓練を行ったためにアンティータムの戦いには参加できなかった。しかし、1862年遅くにはポトマック軍に戻り、第1軍団長に就いた。ジョージ・ミード准将が指揮する配下の1個師団がフレデリックスバーグの戦いで唯一の突破を成し遂げたが、レイノルズは他の2個師団でこれを支援させず、攻撃は失敗した。レイノルズはこの攻撃における自分の役割について、ウィリアム・B・フランクリン准将からはっきりとした説明を受けていなかった。この戦闘後に、1862年11月29日付けでレイノルズは志願兵の少将に昇進した。
1863年5月のチャンセラーズヴィルの戦いでは、その第1軍団の前軍団長で、この時はポトマック軍指揮官となっていたフッカー少将と衝突した。フッカーは当初、レイノルズの軍団をフレデリックスバーグの南東、北軍の最左翼に据えて、南軍右翼を脅かし注意を引き付けようと期待していた。5月2日、フッカーはその考えを変え、第1軍団に回れ右をさせて20マイル (32 km) の移動をさせ、第9軍団の北西、北軍の最右翼に就かせた。この動きは連絡の不備、密行の必要性および南軍との接触を避けるために遅れた。このために、第9軍団が南軍ストーンウォール・ジャクソン中将の側面攻撃で急襲され圧倒されたときは、第1軍団はまだその配置についていなかった。この挫折がフッカーの神経を逆なでし、攻勢を行わせなかった。フッカーは5月4日に作戦会議を招集し、レイノルズは戦闘続行に投票したが、票決は3対2で攻勢側が負けた。フッカーは撤退を決断した。レイノルズはミードに代理投票を頼んだあとで寝に行っていたが、このとき目が覚めてフッカーに聞こえる位の大声で「夜のこの時刻に我々を招集しておいて、かれは撤退しようと言うのか？」と呟いた。総勢17,000名の第1軍団はチャンセラーズヴィルで交戦することなく、方面作戦全体でも300名の損失に留まった。
レイノルズは仲間の士官数人と語らってフッカーを解任させるように動いたが、これはフレデリックスバーグの後でアンブローズ・バーンサイド少将に対して声高に叫んだのと同じやり方だった。前の場合には、レイノルズが私的な手紙で「もし我々がワシントンでエドウィン・スタントンやヘンリー・ハレックに相談せずに軍隊を指揮できる人物を直ぐに得られないのならば、この軍隊がどうなるのか分かったものではない」と書いた。エイブラハム・リンカーン大統領は6月2日に個人的にレイノルズと会見し、誰がポトマック軍の次の指揮官として相応しいと考えているかを尋ねたと信じられている。レイノルズはもし自分が自由裁量を与えられ、この戦争中に軍指揮官に影響を与えてきた政治的影響力から切り離されるのであれば、引き受ける用意があると答えたと想像されている。リンカーンはレイノルズの要求には合わせられず、6月28日にフッカーに代えて下位であるジョージ・ミードをポトマック軍指揮官に昇格させた。

### ゲティスバーグ

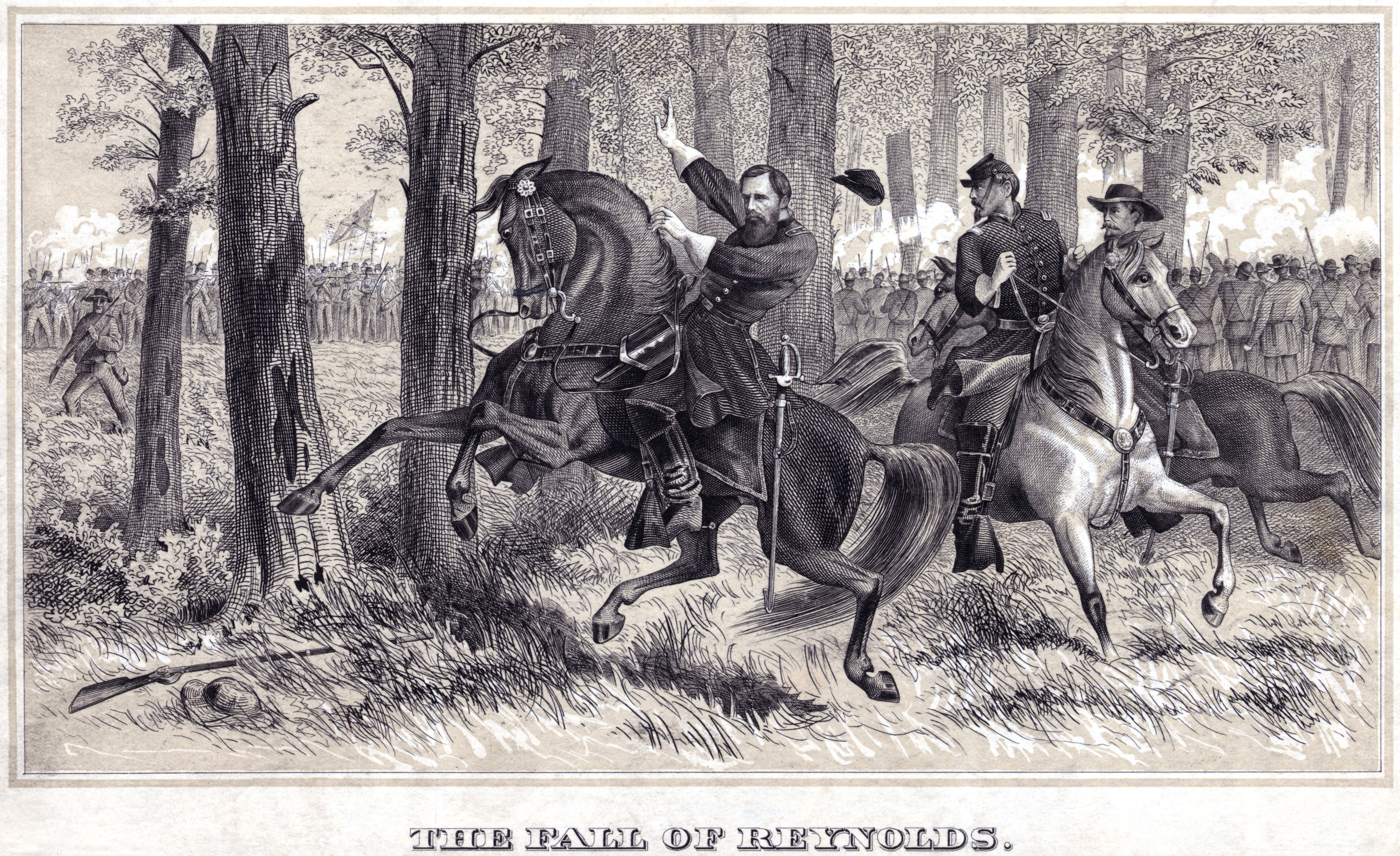
レイノルズの撃たれた瞬間のスケッチ

1863年7月1日朝、レイノルズはポトマック軍「左翼」を指揮しており、事実上第1、第3および第11軍団とジョン・ビュフォード准将の騎兵師団まで指揮権が及んだ。ビュフォードはゲティスバーグの町を占拠し、町の北と西に軽い防御線を築いていた。ビュフォードは一番近い北軍の歩兵隊であるレイノルズの第1軍団が到着し始めるまで、チェンバーズバーグ・パイクを前進してくる南軍2個歩兵旅団に抵抗した。レイノルズは第1師団の前に馬で騎り出し、ビュフォードに合って、恐らくはライサンダー・カトラー准将旅団から何人かの兵士を伴い、ハーブストの森の戦闘に向かった。ソロモン・メレディスの鉄の旅団から部隊が到着し始め、レイノルズが第2ウィスコンシン連隊の配置を監督しているときに、首の後に受けた傷がもとで落馬した。ほとんど即死だった。指揮権は部下の上級師団長であるアブナー・ダブルデイ少将に渡った。
レイノルズ将軍を失ったことを軍隊は痛切に感じ取った。レイノルズは部下に愛され同僚達に尊敬されていた。同時代人によって成された否定的なコメントの例は残っていない。
歴史家のシェルビー・フットは、多くの者が「軍隊で高位にあるだけでなく、最も優れた将軍だ」と考えたと記した。
しかし、その戦死はその日により大きな影響をもたらした。レイノルズはビュフォードの防御作戦とその第1軍団に交戦させることを承認し、実質的にミードのためにゲティスバーグの戦いの場所を選んでおり、敵との遭遇を大会戦になる機会に転じ、そこに集中しつつあった南軍に対して当初は勢力で劣っていた部隊でポトマック軍に戦わせた。レイノルズの戦死に続く指揮系統の混乱の中で、その戦場に到着した2個軍団が南軍に圧倒され、ゲティスバーグの町を抜けて町の南にある丘陵地への撤退を強いられ、そこではレイノルズの旧友であるウィンフールド・スコット・ハンコック少将が兵士達を鼓舞した。
レイノルズの遺体は即座にゲティスバーグからメリーランド州トーニータウンに運ばれ、その後出生地のペンシルベニア州ランカスターに移されて、7月4日にそこで埋葬された。
婚約者のケイト・ヒューイットはレイノルズが戦死し結婚できないならば、修道院に入るということをレイノルズに約束していた。レイノルズが埋葬された後、ケイトはメリーランド州エミッツバーグに行き、慈善の娘達修道会のセントジョセフ・セントラルハウス（現在のセントメアリーズ大学の一部）に入会した。

### 戦死に関する議論
歴史家達はレイノルズの死について意見の一致を見ていない。例えば死亡時刻（午前10時15分であるか10時40分かまた10時50分）、正確な場所（第2ウィスコンシン歩兵連隊近くの東マクファーソン尾根、あるいは第19インディアナ連隊に近い西マクファーソン尾根）、また銃弾の発射元（南軍の歩兵、南軍の狙撃兵あるいは友軍）などである。主要な証言はレイノルズ配下のチャールズ・S・ベイル軍曹のものであり、1864年の手紙でこの出来事を詳述していたが、45年後に書いた手紙では幾つか矛盾するところがあった。レイノルズの姉妹、ジェニーからの手紙では、傷は首から下に入る弾道になっており、レイノルズは上から撃たれたことを示唆していることは、おそらく木の上か納屋の上にいた狙撃兵の可能性がある。歴史家のブルース・コットンとグレン・タッカーは狙撃兵説を断言している。スティーブン・シアーズは第7テネシー連隊から第2ウィスコンシン連隊に向けた一斉射撃説を採っている。エドウィン・コッディントンは姉妹の手紙を引用し、狙撃兵説が一部信用できるとしているが、シアーズの結論にも傾いている。ヘンリー・W・ファンツは場所が第2ウィスコンシン連隊背後ということに同意しているが、発射元については判断していない。スティーブ・サンダースは『ゲティスバーグ』誌の記事で、幾つかの証言を元に友軍の銃弾の可能性を示唆し、それは敵の銃弾と同じくらい可能性があると結んだ。

## 記念碑
北軍やその出生州にとって重要人物であったことに相応しくゲティスバーグ国立軍事公園にはレイノルズの3つの彫像で記念されている（マクファーソンリッジにある騎馬像、国立墓地にあるジョン・クィンシー・アダムズ・ウォードによる彫像、およびペンシルベニア州記念碑にある彫像）。
またフィラデルフィア市役所前にも彫像がある。

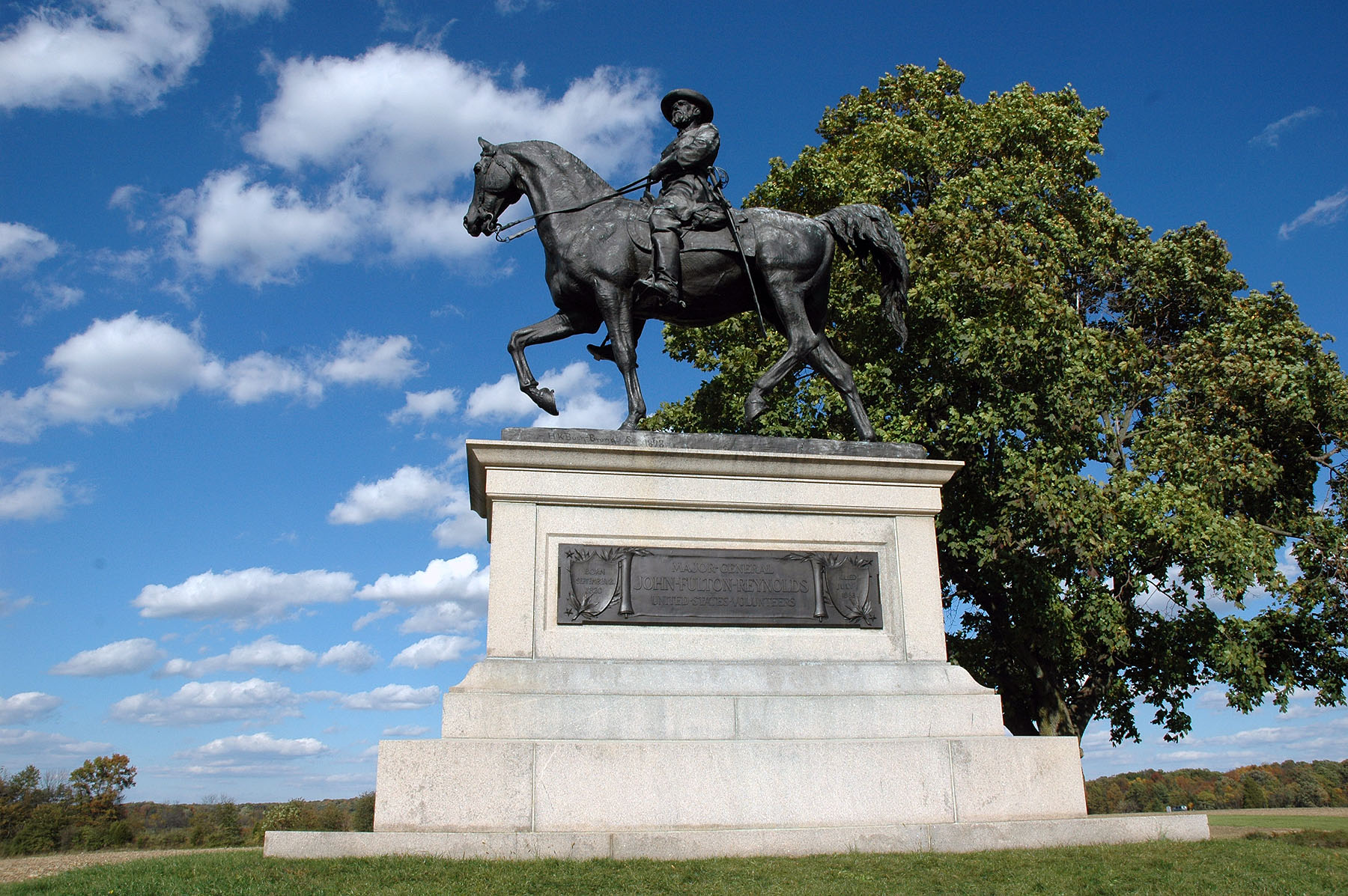
ゲティスバーグ国立軍事公園チェンバーズバーグ・パイク、マクファーソン尾根にある騎馬像
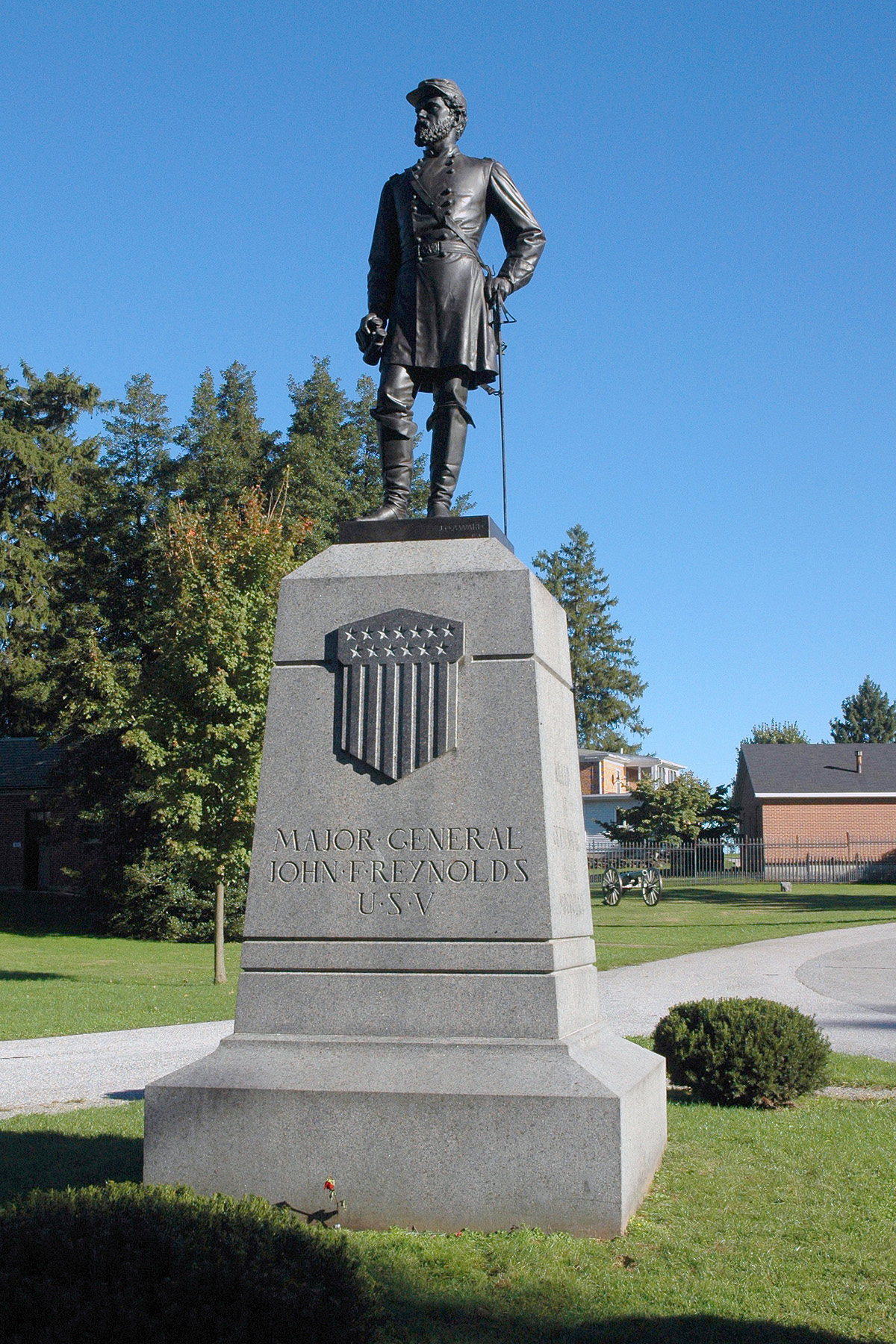
ゲティスバーグ国立軍事公園国立墓地にあるジョン・クィンシー・アダムズ・ウォードによる彫像
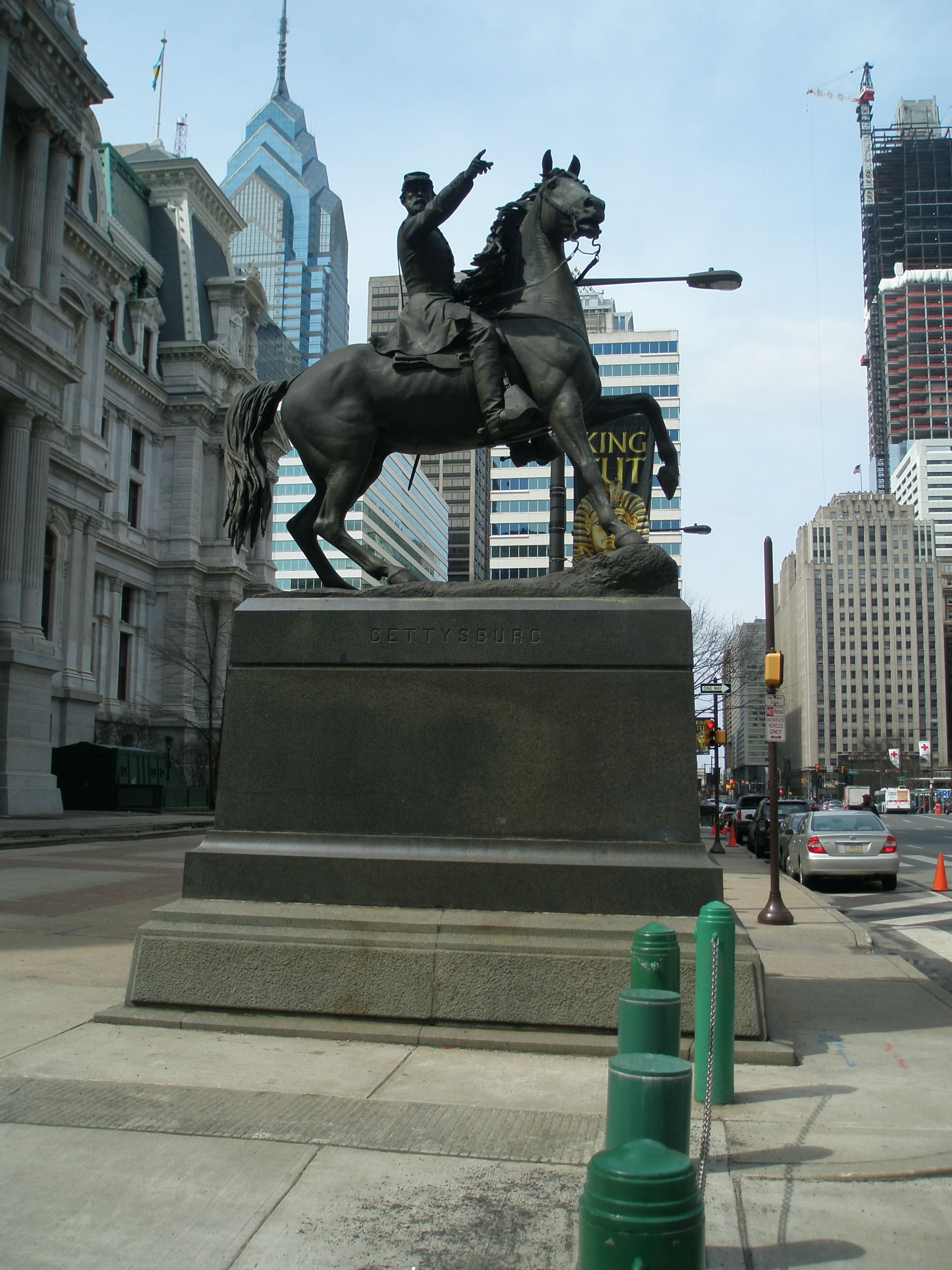
フィラデルフィア市役所前の彫像

## 大衆文化の中で
マイケル・シャーラが1974年にピュリッツァー賞を受賞した小説『The Killer Angels』と、その1993年の映画化『ゲティスバーグ』（レイノルズの役はジョン・ロスマン）では、レイノルズが1つの役割を演じている。映画ではレイノルズが南軍狙撃兵に細心の注意を払って殺されたとして描かれており、これはドン・トロイアニが制作した絵画に基づいていた。また『The Killer Angels』の続編にあたるジェフリー・シャーラの小説『神と将軍』でも重要な役割であるが、2003年の映画化ではその役割が削除された。
アイスド・アースのジョン・シャッファーのゲティスバーグ3部作にある歌『The Devil to Pay』の重要な部分がジョン・レイノルズに献げられており、『ジョニーが凱旋するとき』はエレキ・ギターとオーケストラの両方を使って演奏され、定番化されている。